# Modern Combat: Versus
Modern Combat: Versus est un jeu vidéo de tir à la première personne développé par Gameloft Montréal et édité par Gameloft, sorti en 2017 sur Windows, iOS et Android.

## Accueil
- Gamezebo : 3/5[1]
- Pocket Gamer : 3,5/5[2]